# IT sertifikacija
IT sertifikacija (informatička sertifikacija) predstavlja proces profesionalne sertifikacije u oblasti informatike koja ima za cilj da obrazuje, ocijeni i verifikuje znanje koje osoba stiče kroz proces rada i učenja.

## Opšti sertifikati i sertifikati kompanija
Sertifikati mogu i ne moraju biti vezani za određenu kompaniju.
Neki sertifikati su opšti i kao takvi nisu vezani za određenu kompaniju odnosno za određeni proizvod ili tehnologiju, softver ili hardver. Primjer takvog sertifikata su sertifikati koje izdaje CompTIA.
Drugi sertifikati su vezani za proizvod, tehnologiju, hardver ili softver tačno određenog proizvođača. Primjer takvih sertifikata su sertifikati koje izdaje Microsoft i Cisco.

## Preduslovi
Proces IT sertifikacije ne podrazumijeva prethodno završen određeni stepen formalnog obrazovanja. Međutim, za sticanje određenog sertifikata potrebno je dokazati iskustvo i radni staž u struci, imati prethodno stečene neke druge ulazne certifikate ili prisustvovati nastavi.

## Vremensko ograničenje i obnavljanje
Postoje sertifikati koji nemaju vremensko ograničenje i jednom stečen sertifikat traje neograničeno.
Takođe, neki sertifikati su vremenski ograničeni i potrebno ga je obnavljati polaganjem dodatnih ispita, sticanjem novih tačno određenih sertifikata i sl.

## Proces sticanja sertifikata
Većinu sertifikata moguće je steći polaganjem jednog ili više ispita koji se polažu putem interneta u za to autorizovanim ispitnim centrima.